# ضوء القمر (فلم 2016)
ضوء القمر أو مونلايت (بالإنجليزية: Moonlight) هو فيلم دراما وكوميديا دراما أُصدر في 18 نوفمبر 2016، في الولايات المتحدة الأمريكية، و9 مارس 2017، في ألمانيا. الفيلم من إنتاج إيه 24 وبي بلان إنترتينمينت، ومن توزيع إيه 24، وقد أخرجه وكَتَب السيناريو باري جينكينز.

## القصة
ترصد لنا القصة مراحل نشأة شاب يعيش في حي ميامي المضطرب، مختلف نسبيًا عن أقرانه، ويمر بظروف عصيبة وتطور حياته منذ طفولته وحتى مرحلة البلوغ، كما تظهر كفاحه لكي يجد مكانًا له في هذا العالم كما يناقش مشاكل المثلية الجنسية والعنصرية في مجتمعه في سياق الاحداث الدرامية للفيلم.

## طاقم التمثيل
- ناعومي هاريس
- جانيل موناي
- أشتون ساندرز
- أندريه أولاند  [لغات أخرى]‏
- تريفانتي رودس
- ماهرشالا علي

## الإنتاج

### التصوير
صوّر الفيلم في ميامي، فلوريدا، وكان جيمس لاكستون ‏ مديرًا لتصوير الفيلم.

### الموسيقى
موسيقى الفيلم التصويرية من تلحين نيكولاس بريتيل.

## الاستقبال

### الجوائز والترشيحات
| الجائزة                            | تاريخ الحفل    | الفئة            | الفائز أو المرشح    | النتيجة | مراجع |
| ---------------------------------- | -------------- | ---------------- | ------------------- | ------- | ----- |
| أوسكار أفضل فيلم                   | 27 فبراير 2017 | أفضل فيلم        |                     | فوز     | [ 7 ] |
| جمعية بوسطن لنقاد السينما          | 11 ديسمبر 2016 | أفضل ممثل مساعد  | ماهرشالا علي        | فوز     | [ 8 ] |
| جمعية بوسطن لنقاد السينما          | 11 ديسمبر 2016 | أفضل طاقم ممثلين | طاقم فيلم ضوء القمر | فوز     | [ 8 ] |
| جمعية واشنطن العاصمة لنقاد السينما | 5 ديسمبر 2016  | أفضل ممثل مساعد  | ماهرشالا علي        | فوز     | [ 9 ] |

الترشيحات
- جائزة آكتا الدولية لأفضل ممثل مساعد  [لغات أخرى]‏، المُرشَّح: ماهرشالا علي، في: جوائز آكتا الدولية السادسة  [لغات أخرى]‏ (8 يناير 2017)[10]
- جائزة غولدن غلوب لأفضل ممثل مساعد - فيلم، المُرشَّح: ناعومي هاريس، في: حفل جوائز الغولدن غلوب الرابع والسبعون (8 يناير 2017)
- جائزة غولدن غلوب لأفضل مخرج، المُرشَّح: باري جينكينز (مخرج)، في: حفل جوائز الغولدن غلوب الرابع والسبعون (8 يناير 2017)
- جائزة غولدن غلوب لأفضل سيناريو، المُرشَّح: باري جينكينز (مخرج)، في: حفل جوائز الغولدن غلوب الرابع والسبعون (8 يناير 2017)
- جائزة غولدن غلوب لأفضل ممثل مساعد - فيلم، المُرشَّح: ماهرشالا علي، في: حفل جوائز الغولدن غلوب الرابع والسبعون (8 يناير 2017)
- جائزة آكتا الدولية لأفضل ممثلة مساعدة  [لغات أخرى]‏، المُرشَّح: ناعومي هاريس، في: جوائز آكتا الدولية السادسة  [لغات أخرى]‏ (8 يناير 2017)[10]
- جائزة الغولدن غلوب لأفضل فيلم - دراما، المُرشَّح: ضوء القمر، في: حفل جوائز الغولدن غلوب الرابع والسبعون (8 يناير 2017)
- جائزة غولدن غلوب لأفضل موسيقى تصويرية، المُرشَّح: نيكولاس بريتيل، في: حفل جوائز الغولدن غلوب الرابع والسبعون (8 يناير 2017)

## وصلات خارجية
- مقالات تستعمل روابط فنية بلا صلة مع ويكي بيانات

لا توجد روابط لمواقع التواصل الاجتماعي.